# Нижняя Бронна
Нижняя Бро́нна  (фин. Pronna) — деревня в  Пениковском сельском поселении Ломоносовского района Ленинградской области.

## История
Первое картографическое упоминание — мыза Pronsmoiso, на карте Нотебургского лена П. Васандера, начерченной в 1699 году с оригинала первой трети XVII века.
На карте Ингерманландии А. И. Бергенгейма, составленной по шведским материалам 1676 года, она упоминается как мыза Pronsetmoisio.
В переписи Дудергофского погоста Ингерманландии за 1696 год упоминается мыза Prånsmåissio.
На шведской «Генеральной карте провинции Ингерманландии» 1704 года — мыза Pronsmoisio.
Как селение Пронсмоичо она обозначена на «Географическом чертеже Ижорской земли» Адриана Шонбека 1705 года.
Затем деревня появляется на картах Санкт-Петербургской губернии 1792 года А. М. Вильбрехта под названием Бронная и прапорщика Н. Соколова, как Малая Бронная.
Деревня являлась вотчиной императора Александра I, из которой в 1806—1807 годах были выставлены ратники Императорского батальона милиции.
На «Топографической карте окрестностей Санкт-Петербурга» Военно-топографического депо Главного штаба 1817 года упомянуты деревни: Новая Бронная из 15 и Старая Бронная из 16 дворов.
Деревня Нижняя Бронная из 15 крестьянских дворов обозначена на «Топографической карте окрестностей Санкт-Петербурга» Ф. Ф. Шуберта 1831 года.

БРОННАЯ — деревня принадлежит государю великому князю Михаилу Павловичу, число жителей по ревизии: 73 м. п., 77 ж. п. (1838 год)

На этнографической карте Санкт-Петербургской губернии П. И. Кёппена 1849 года она обозначена как деревня «Bronnaja», расположенная в ареале расселения ижоры. В пояснительном тексте к этнографической карте она записана как деревня Hovinmätäs (Pronna, Бронная) и указано количество её жителей на 1848 год: эвремейсов — 6 м. п., 8 ж. п., всего 14 человек, савакотов — 2 человека ж. п., ижоры  — 77 м. п., 77 ж. п., всего 154 человека, русских — 2 человека. Русские и ижоры относились к православному Ораниенбаумскому приходу, ингерманландцы относились к лютеранскому приходу Тюрё.
Деревня Нижняя Бронна отмечена на карте профессора С. С. Куторги 1852 года.

БРОННАЯ — деревня Ораниенбаумского дворцового правления, по просёлочной дороге, число дворов — 26, число душ — 63 м. п. (1856 год)

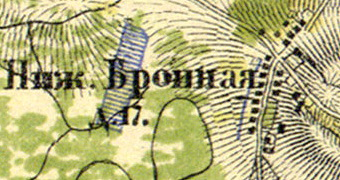
Деревня Нижняя Бронна на карте 1860 года

Согласно «Топографической карте частей Санкт-Петербургской и Выборгской губерний» в 1860 году деревня называлась Нижняя Бронная и состояла из 17  дворов.

БРОННАЯ — деревня Ораниенбаумского дворцового ведомства при колодцах, по левую сторону приморского просёлочного тракта в 16 верстах от Петергофа, число дворов — 40, число жителей: 99 м. п., 111 ж. п. (1862 год)

В 1885 году деревни Верхняя и Нижняя Бронная насчитывали 45 дворов. Сборник же Центрального статистического комитета описывал их так:

БРОННАЯ — деревня бывшая удельная, дворов — 47, жителей — 251; лавка. (1885 год)

В конце XIX века деревни административно относились к Ораниенбаумской волости 2-го стана Петергофского уезда Санкт-Петербургской губернии, в начале XX века — 3-го стана. По приходским данным их население было исключительно ижорским.
К 1913 году общее количество дворов в обеих деревнях увеличилось до 50.
С 1917 по 1923 год деревня входила в состав Броннинского сельсовета Ораниенбаумской волости Петергофского уезда.
С 1923 года в составе Троцкого уезда.
Согласно данным переписи населения СССР 1926 года в деревне Нижняя Бронная проживали 126 человек — большинство русские, а также ижоры.
С 1927 года в составе Ораниенбаумского района.
По данным 1933 года деревня называлась Бронница Нижняя и входила в состав Бронинского сельсовета Ораниенбаумского района.

План деревни Нижняя Бронна. 1939 год

Согласно топографической карте 1939 года деревня называлась Нижняя Бронная и насчитывала 29 дворов, в деревне была своя школа.
С 1963 года в составе Гатчинского района.
С 1965 года вновь в составе Ломоносовского района.
По данным 1966, 1973 и 1990 годов деревня называлась Нижняя Бронна и также входила в состав Бронинского сельсовета.
В 1997 году в деревне Нижняя Бронна Бронинской волости проживали 59 человек, в 2002 году — 31 человек (русские — 87 %).
в 2007 году в деревне Нижняя Бронна Пениковского СП — 45 человек.

## География
Деревня расположена в северной части района на автодороге 41К-625  (Большая Ижора — Пеники) смежно с посёлком Бронна, к западу от административного центра поселения.
Расстояние до административного центра поселения — 1,5 км.
Расстояние до ближайшей железнодорожной станции Бронка — 2 км.

## Демография
| 1862 | 2002 | 2007 | 2010 | 2017 |
| ---- | ---- | ---- | ---- | ---- |
| 210  | ↘31  | ↗45  | ↗50  | ↗75  |

## Улицы
Добрый переулок, Кольцевая, Центральная.